# 4410 Kamuimintara
4410 Kamuimintara је астероид главног астероидног појаса са средњом удаљеношћу од Сунца која износи 3,055 астрономских јединица (АЈ).
Апсолутна магнитуда астероида је 11,9.